# André Muniz
André Muniz de Aguiar (Montes Claros, Minas Gerais, Brasil, 17 de febrero de 1990) es un artista marcial mixto brasileño que compite en la división de peso medio de Ultimate Fighting Championship.

## Primeros años
Nacido en Montes Claros, Minas Gerais, era un adolescente muy activo, lo que hizo que su madre lo apuntara a clases de jiu-jitsu para ver si se volvía más tranquilo y disciplinado. Funcionó, se enamoró de las artes marciales y empezó a practicar también Muay Thai. Su primera competición tuvo lugar cuando tenía 15 años, un campeonato de cinturón blanco en Montes Claros. Comenzó a practicar MMA a los 19 años, cuando pidió a su profesor de entonces que le programara un combate.
Cursó estudios en las Facultades Unidas del Norte de Minas, donde se licenció en educación física con honores.

## Carrera en artes marciales mixtas

### Inicios
Comenzó su carrera yendo y viniendo entre su ciudad natal y Río de Janeiro, entrenando con gente como Thiago Santos y Luis Henrique en el Tata Fight Team, y ganando dinero extra como entrenador personal para llegar a fin de mes entre los combates. Comenzando con una victoria por decisión sobre la ex estrella de PRIDE y el campeón de peso medio de la WEC Paulo Filho en el evento Bitetti Combat 19 el 6 de febrero de 2014, pasaría a ganar 10 de los siguientes 11 combates entre 2014 y 2018, culminando con la oferta de una oportunidad en el Dana White's Contender Series.

### Dana White's Contender Series
Fue invitado a la versión brasileña del DWCS en el Dana White's Contender Series Brazil 2 el 11 de agosto de 2018. Derrotó a Bruno Assis por decisión unánime, pero la victoria no le valió un contrato con la UFC.
Casi un año después, volvió al DWCS para enfrentarse al invicto Taylor Johnson en el Dana White's Contender Series 23 el 6 de agosto de 2019. Ganó el combate por sumisión en el primer asalto, ganando finalmente un contrato con la UFC.

### Ultimate Fighting Championship
Debutó en la UFC contra Antônio Arroyo el 16 de noviembre de 2019 en UFC Fight Night: Błachowicz vs. Jacaré. Ganó el combate por decisión unánime.
Se enfrentó a Bartosz Fabiński el 5 de septiembre de 2020 en UFC Fight Night: Overeem vs. Sakai. Ganó el combate por sumisión en el primer asalto.
Se esperaba que se enfrentara a Andrew Sanchez el 23 de enero de 2021 en UFC 257. Sin embargo, se retiró del combate y fue sustituido por Makhmud Muradov.
Se enfrentó a Ronaldo Souza el 15 de mayo de 2021 en UFC 262. Ganó el combate por sumisión en el primer asalto. La hazaña fue ampliamente reconocida y nombrada como la Sumisión del Año por los medios de comunicación de las artes marciales mixtas y también por la propia UFC.
Se esperaba que se enfrentara a Dricus Du Plessis el 11 de diciembre de 2021 en UFC 269. Sin embargo, Du Plessis fue retirado del evento debido a una lesión y fue sustituido por Eryk Anders. Ganó el combate por sumisión en el primer asalto.
Se esperaba que se enfrentara a Uriah Hall el 16 de abril de 2022 en UFC Fight Night: Holm vs. Vieira Sin embargo, Hall se retiró por razones no reveladas, y el combate fue cancelado. El combate con Hall fue reprogramado para el 2 de julio de 2022 en UFC 276. Ganó el combate por decisión unánime.

## Vida personal
Es padre de dos hijas. En una entrevista de diciembre de 2021 con Sherdog, dijo que utilizó el dinero de la bonificación que ganó por su actuación contra Bartosz Fabinski en UFC Fight Night: Overeem vs. Sakai para comprar un terreno en el que planea construir una casa para su familia.

## Campeonatos y logros
- Ultimate Fighting Championship
  - Actuación de la Noche (una vez) vs. Bartosz Fabinski[30]
  - Sumisión del año vs. Ronaldo Souza[16]
- Bitetti Combat
  - Campeonato de Peso Medio de Bitetti Combat (una vez) 
    - Una defensa exitosa del título
- MMAjunkie.com
  - Sumisión del mes de mayo de 2021 vs. Ronaldo Souza[31]
  - Sumisión del año 2021 vs. Ronaldo Souza[18]
  - 2021 Under-the-Radar Fighter of the Year[32]
- MMA Fighting
  - Sumisión del año 2021 vs. Ronaldo Souza[19]
- Sherdog
  - Sumisión del año 2021 vs. Ronaldo Souza[17]
- LowKickMMA
  - Sumisión del año 2021 (empatado con Brandon Moreno), vs. Ronaldo Souza[20]

## Récord en artes marciales mixtas
| Resultado | Récord | Oponente                     | Método                                     | Evento                                 | Fecha                   | Ronda | Tiempo | Localización        | Notas                                                            |
| --------- | ------ | ---------------------------- | ------------------------------------------ | -------------------------------------- | ----------------------- | ----- | ------ | ------------------- | ---------------------------------------------------------------- |
| Derrota   | 24-7   | Ikram Aliskerov              | TKO (golpes)                               | UFC on ESPN: Machado Garry vs. Prates  | 26 de abril de 2025     | 1     | 4:54   | Kansas City, Misuri |                                                                  |
| Victoria  | 24-6   | Jun Yong Park                | Decisión (unánime)                         | UFC Fight Night: Song vs. Gutiérrez    | 9 de diciembre de 2023  | 3     | 5:00   | Las Vegas, Nevada   |                                                                  |
| Derrota   | 23-6   | Paul Craig                   | TKO (codazos)                              | UFC Fight Night: Aspinall vs. Tybura   | 22 de julio de 2023     | 2     | 4:40   | Londres,            |                                                                  |
| Derrota   | 23-5   | Brendan Allen                | Sumision (estrangulamiento poe detrás)     | UFC Fight Night: Muniz vs. Allen       | 25 de febrero de 2023   | 3     | 4:25   | Las Vegas, Nevada   |                                                                  |
| Victoria  | 23-4   | Uriah Hall                   | Decisión (unánime)                         | UFC 276                                | 2 de julio de 2022      | 3     | 5:00   | Las Vegas, Nevada   |                                                                  |
| Victoria  | 22-4   | Eryk Anders                  | Sumisión (barra de brazo)                  | UFC 269                                | 11 de diciembre de 2021 | 1     | 3:13   | Las Vegas, Nevada   |                                                                  |
| Victoria  | 21-4   | Ronaldo Souza                | Sumisión técnica (barra de brazo)          | UFC 262                                | 15 de mayo de 2021      | 1     | 3:59   | Houston, Texas      |                                                                  |
| Victoria  | 20-4   | Bartosz Fabiński             | Sumisión (barra de brazo)                  | UFC Fight Night: Overeem vs. Sakai     | 5 de septiembre de 2020 | 1     | 2:42   | Las Vegas, Nevada   | Actuación de la Noche.                                           |
| Victoria  | 19-4   | Antônio Arroyo               | Decisión (unánime)                         | UFC Fight Night: Błachowicz vs. Jacaré | 16 de noviembre de 2019 | 3     | 5:00   | São Paulo           |                                                                  |
| Victoria  | 18-4   | Taylor Johnson               | Sumisión (estrangulamiento por detrás)     | Dana White's Contender Series 23       | 6 de agosto de 2019     | 1     | 1:46   | Las Vegas, Nevada   |                                                                  |
| Victoria  | 17-4   | Bruno Assis                  | Decisión (unánime)                         | Dana White's Contender Series Brazil 2 | 11 de agosto de 2018    | 3     | 5:00   | Las Vegas, Nevada   | Regreso al peso medio.                                           |
| Victoria  | 16-4   | Willyanedson Paiva           | Sumisión (barra de brazo)                  | Watch Out Combat Show 49               | 24 de marzo de 2018     | 1     | 0:38   | Río de Janeiro      | Combate de peso acordado (194 libras).                           |
| Victoria  | 15-4   | João Paulo dos Santos        | TKO (puñetazos)                            | Watch Out Combat Show 48               | 15 de diciembre de 2017 | 1     | 1:18   | Río de Janeiro      |                                                                  |
| Derrota   | 14-4   | Azamat Murzakanov            | KO (puñetazo)                              | United Caucasian FC 1                  | 2 de octubre de 2016    | 1     | 0:50   | Nálchik             |                                                                  |
| Victoria  | 14-3   | Welington Lima Rafael        | Sumisión (estrangulamiento por detrás)     | War of Champions 6                     | 29 de abril de 2016     | 1     | 1:30   | Montes Claros       |                                                                  |
| Victoria  | 13-3   | Carlos Eduardo Tavares Silva | Sumisión (estrangulamiento por guillotina) | X-Fight MMA 12                         | 14 de noviembre de 2015 | 1     | 0:45   | Gavião Peixoto      |                                                                  |
| Victoria  | 12-3   | Flávio Rodrigo Magon         | Sumisión (estrangulamiento por triángulo)  | X-Fight MMA 11                         | 21 de agosto de 2015    | 1     | 2:15   | Araraquara          | Debut en el peso semipesado.                                     |
| Victoria  | 11-3   | José Aparecido Santos Gomes  | Sumisión (estrangulamiento del brazo)      | Coliseu Extreme Fight 12               | 9 de mayo de 2015       | 2     | 4:36   | Arapiraca           |                                                                  |
| Victoria  | 10-3   | Rafael Correia               | Sumisión (estrangulamiento brabo)          | Face To Face 10                        | 21 de febrero de 2015   | 1     | N/A    | Itaboraí            |                                                                  |
| Victoria  | 9-3    | João Paulo dos Santos        | Sumisión (estrangulamiento del brazo)      | Watch Out Combat Show 40               | 13 de diciembre de 2014 | 1     | 2:40   | Río de Janeiro      |                                                                  |
| Victoria  | 8-3    | Marcelo Barbosa Ramos        | Sumisión (estrangulamiento por guillotina) | Watch Out Combat Show 34               | 24 de mayo de 2014      | 1     | N/A    | Montes Claros       |                                                                  |
| Victoria  | 7-3    | Paulo Filho                  | Decisión (unánime)                         | Bitetti Combat 19                      | 6 de febrero de 2014    | 3     | 5:00   | Manaos              | Defendió el Campeonato Interino de Peso Medio de Bitetti Combat. |
| Derrota   | 6-3    | Júlio César dos Santos       | TKO (puñetazos)                            | Watch Out Combat Show 30               | 18 de octubre de 2013   | 2     | 1:05   | Montes Claros       | Por el Campeonato de Peso Medio de la WOCS.                      |
| Victoria  | 6-2    | Tiago Mônaco                 | Sumisión (estrangulamiento brabo)          | Bitetti Combat 16                      | 19 de julio de 2013     | 1     | 2:48   | Río de Janeiro      | Ganó el Campeonato Interino de Peso Medio de Bitetti Combat.     |
| Victoria  | 5-2    | Daniel Oliveira              | KO (puñetazo)                              | Watch Out Combat Show 24               | 23 de marzo de 2013     | 1     | 2:55   | Montes Claros       |                                                                  |
| Victoria  | 4-2    | Rodrigo Carlos               | Sumisión (estrangulamiento por triángulo)  | Watch Out Combat Show 22               | 9 de noviembre de 2012  | 2     | 0:00   | Río de Janeiro      |                                                                  |
| Derrota   | 3-2    | Douglas Moura                | TKO (puñetazos)                            | Jungle Fight 39                        | 12 de mayo de 2012      | 1     | 2:51   | Río de Janeiro      |                                                                  |
| Victoria  | 3-1    | Wagner Silva Gomes           | TKO (puñetazos)                            | Fight Brazil Combat                    | 1 de octubre de 2011    | 2     | 1:15   | Montes Claros       |                                                                  |
| Derrota   | 2-1    | Júlio César dos Santos       | TKO (parada médica)                        | Bitetti Combat 9                       | 18 de junio de 2011     | 1     | 5:00   | Río de Janeiro      |                                                                  |
| Victoria  | 2-0    | Paulo Victor Franco          | TKO (puñetazos)                            | Fight Brazil Combat                    | 15 de noviembre de 2009 | 3     | 0:00   | Montes Claros       |                                                                  |
| Victoria  | 1-0    | Ary Santos                   | Sumisión (estrangulamiento por triángulo)  | Fight Brazil Combat 11                 | 3 de abril de 2009      | 1     | 0:00   | Montes Claros       |                                                                  |